# Volo Aeroflot N-36
Il volo Aeroflot N-36 era un volo passeggeri di linea Aeroflot dall'Aeroporto Internazionale di Černivci all'Aeroporto di Kiev-Žuljany, Repubblica Socialista Sovietica Ucraina, precipitato il 17 dicembre 1976 vicino all'aeroporto di Kiev, provocando 48 vittime e 7 sopravvissuti.

## L'aereo
L'aereo coinvolto nell'incidente era un Antonov An-24 progettato per trasportare 50 passeggeri. Fu costruito nel 1963 e compì il suo primo volo l'8 giugno 1963. Al momento dell'incidente aveva accumulato 27.244 ore di volo e 24.754 cicli di pressurizzazione.

## L'incidente
Il 17 dicembre 1976 alle 20:32, ora di Mosca, l'An-24, come volo N-36, decollò da Černivci diretto all'Aeroporto di Kiev-Žuljany con 50 passeggeri e cinque membri dell'equipaggio a bordo.
L'equipaggio aveva ricevuto un bollettino meteorologico che parlava di nuvole comprese a una quota tra i 100 e i 1000–1500 metri, forte vento da sud-est, foschia, pioggerella e nevicate, prevedendo un volo moderatamente accidentato con visibilità di 1000–2000 metri e una forte possibilità di formazione di ghiaccio atmosferico. Quando l'Antonov lasciò Černivci, la visibilità nell'aeroporto internazionale di Kiev-Žuljany era scesa a 800 metri e la base delle nubi era a 70 metri; il vento era debole, ma era presente ancor più ghiaccio atmosferico. La stazione aerometeorologica aveva effettuato frequenti osservazioni meteorologiche, ma non aveva rilevato il momento in cui la visibilità orizzontale nell'aeroporto di Žuljany sarebbe scesa sotto i 700 metri (visibilità minima per l'An-24) e non aveva avvertito i controllori del traffico aereo. In violazione delle istruzioni, dalle 20:55 alle 22:10 non effettuarono il monitoraggio continuo della visibilità in direzione di atterraggio: rilevamento magnetico 81°. Gli equipaggi dei voli in arrivo, nonostante le condizioni meteorologiche avverse, non richiedevano dei valori fattuali di visibilità orizzontale e verticale.
Il volo N-36 effettuò il suo avvicinamento finale all'aeroporto di Kiev a 81° di rilevamento utilizzando un non-directional beacon e un sistema di radiolocalizzazione per l'atterraggio (TESLA) tramite i comandi del controllore di volo. Il sistema di atterraggio strumentale dell'aeroporto era fuori servizio per manutenzione e per eseguire dei test. Il controllore non guidò il volo tramite il radar e non fornì informazioni all'equipaggio al momento dell'ingresso nella traiettoria di planata. A causa di questo l'Antonov iniziò ad abbassarsi troppo tardi e la velocità verticale era maggiore di quanto previsto. In quel momento il controllo del traffico aereo era in contatto con 3 aeromobili sulla stessa radiofrequenza. Di conseguenza i comandi dell'ATC erano ambigui. L'An-24 chiese per due volte la distanza dalla pista, ma entrambe le volte la trasmissione è stata coperta da quelle degli altri aerei. A 2500 metri dall'estremità della pista, l'An-24 scese sotto il percorso di planata stabilito, ma il controllore non avvisò i piloti. All'altezza critica (100 m) i piloti non videro le luci della pista, eppure non effettuarono alcuna riattaccata.
30-35 metri sopra la superficie terrestre si attivò l'allarme "altezza pericolosa". I piloti tirarono la barra di comando e l'aereo fu sottoposto a una forza g di 1,9 g, ma era troppo tardi. La velocità verticale era troppo alta e l'aereo volava ormai troppo basso. Due secondi dopo la parte destra dell'aereo sbatté contro la recinzione di cemento della stazione di un radiofaro non direzionale a 1265 metri dall'estremità della pista e a 40 metri dall'asse della pista. Quindi l'aereo toccò terra nel cortile della stazione perse i carrelli d'atterraggio, si risollevò di nuovo, per poi scontrarsi poco dopo con un'altra recinzione di cemento sul lato opposto di questo cortile. Pochi secondi dopo l'ala sinistra dell'An-24 sbatté contro un gruppo di alberi, poi il muso dell'aereo si schiantò contro un tumulo ferroviario di 4,5 metri, mentre il resto dell'aereo cadde sui binari fermandosi a 1150 m dall'estremità della pista 40 metri e a destra dall'asse della pista. Divampò un incendio che distrusse completamente il resto dell'Antonov.
4 membri dell'equipaggio e 44 passeggeri persero la vita in questo incidente. L'assistente di volo e 6 passeggeri riuscirono a salvarsi, e uno dei passeggeri non rimase affatto ferito.

## L'indagine
Poiché l'aereo si era distrutto nell'incendio, gli investigatori non poterono determinare il motivo per cui l'allarme per l'altezza pericolosa non si era attivato a 60 m di altezza come avrebbe dovuto fare. Si erano verificati gravi errori nel lavoro della stazione aerometeorologica, che riportò al controllore del traffico aereo una visibilità orizzontale di 700 m e una visibilità verticale di 50 m. Ma il tempo osservato 30 secondi dopo l'incidente era al di sotto del minimo meteorologico per l'An-24. E il CCCP-46440, che si stava preparando all'atterraggio 2 minuti e 6 secondi prima del volo N-36, si diresse all'Aeroporto di Kiev-Boryspil' perché i piloti non riuscivano a vedere le luci dell'aeroporto. Quindi la visibilità orizzontale reale all'aeroporto di Žuljany era inferiore a 700 metri e gli An-24 non dovevano atterrare in queste condizioni.